# Choerodon
Choerodon là một chi cá biển thuộc họ Cá bàng chài. Tên gọi chung (bằng tiếng Anh) cho các loài thuộc chi này là tuskfish ("cá răng nanh") vì tất cả chúng đều có bộ răng nhọn và cong.

## Từ nguyên
Từ định danh của chi này được ghép bởi hai âm tiết trong tiếng Hy Lạp cổ đại: choíros (χοίρος, "con heo") và odoús (ὀδούς, "răng"), hàm ý đề cập đến những chiếc răng nanh nhô ra trước của các loài trong chi.

## Phạm vi phân bố
Các loài trong chi Choerodon được tìm thấy ở những vùng biển nhiệt đới và cận nhiệt đới thuộc khu vực Ấn Độ Dương - Thái Bình Dương.

## Các loài
Tính đến hiện tại, có tất cả 27 loài được công nhận là hợp lệ trong chi Choerodon này, được chia thành 6 phân chi, bao gồm:
- Phân chi Choerodon:
  - Choerodon anchorago (Bloch, 1791)
  - Choerodon cauteroma Gomon & Allen, 1987
  - Choerodon cephalotes (Castelnau, 1875)
  - Choerodon cyanodus (Richardson, 1843)
  - Choerodon graphicus (De Vis, 1885)
  - Choerodon oligacanthus (Bleeker, 1851)
  - Choerodon rubescens (Günther, 1862)
  - Choerodon schoenleinii (Valenciennes, 1839)
  - Choerodon venustus (De Vis, 1884)
- Phân chi Aspiurochilus:
  - Choerodon azurio (Jordan & Snyder, 1901)
  - Choerodon cypselurus Gomon, 2017[3]
  - Choerodon monostigma Ogilby, 1910
  - Choerodon robustus (Günther, 1862)
  - Choerodon zamboangae (Seale & Bean, 1907)
- Phân chi Lienardella:
  - Choerodon fasciatus (Günther, 1867)
- Phân chi Lutjanilabrus:
  - Choerodon vitta Ogilby, 1910
- Phân chi Xiphocheilus:
  - Choerodon typus (Bleeker, 1856)
- Phân chi Paelopesia:
  - Choerodon aurulentus Gomon, 2017[3]
  - Choerodon frenatus Ogilby, 1910
  - Choerodon gomoni Allen & Randall, 2002
  - Choerodon gymnogenys (Günther, 1867)
  - Choerodon japonicus (Kamohara, 1958)
  - Choerodon jordani (Snyder, 1908)
  - Choerodon margaritiferus Fowler & Bean, 1928
  - Choerodon skaiopygmaeus Gomon, 2017[3]
  - Choerodon sugillatum Gomon, 1987
  - Choerodon zosterophorus (Bleeker, 1868)

## Hình thái học

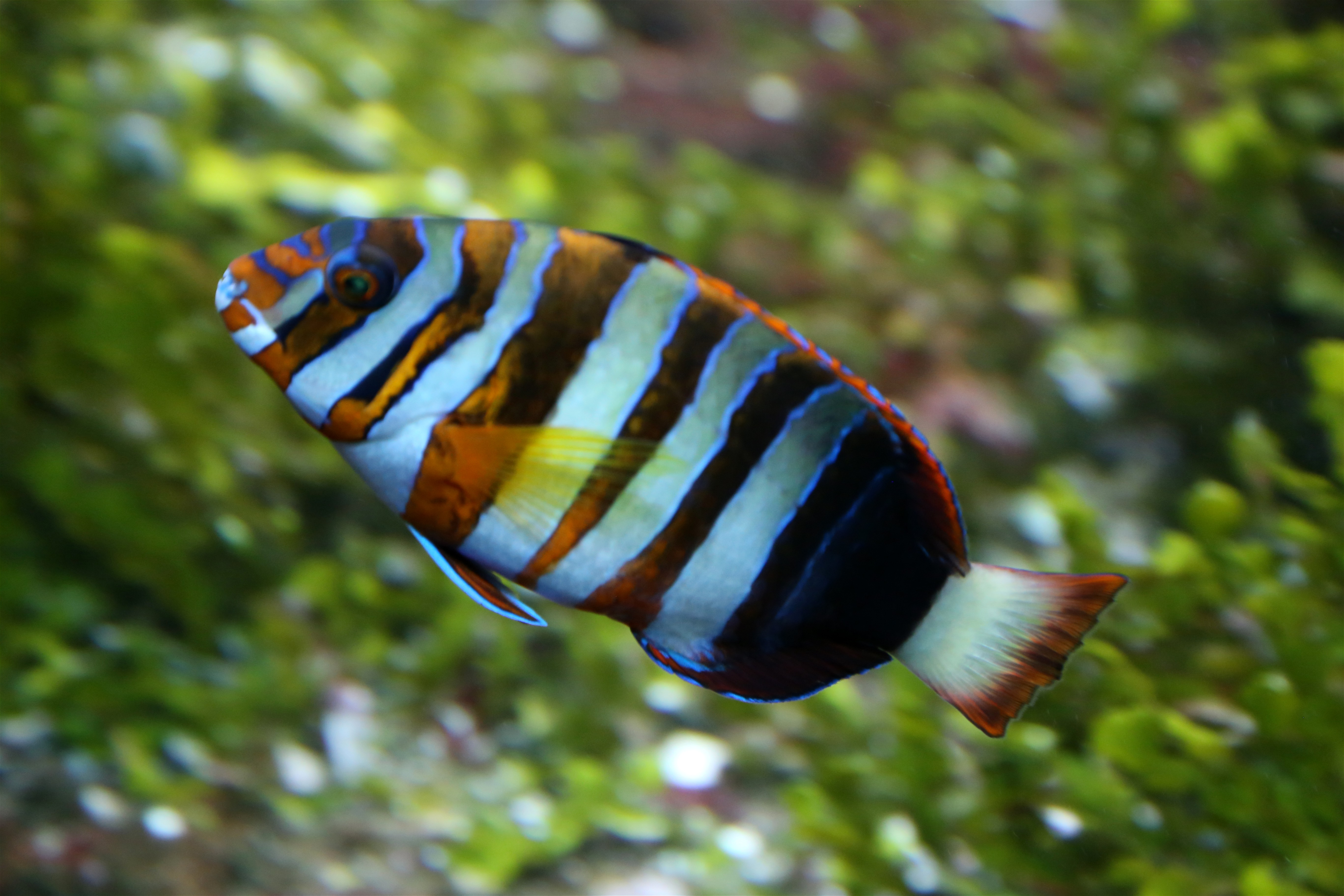
C. fasciatus

Như hầu hết những chi khác trong họ Cá bàng chài, Choerodon bao gồm những loài lưỡng tính tiền nữ (cá đực trưởng thành đều phải trải qua giai đoạn là cá cái). Nhiều loài Choerodon có sự khác biệt tương đối về mặt hình thái giữa cá cái và cá đực, và cá con thường có kiểu hình khác biệt hoàn toàn so với cá trưởng thành.

## Sinh thái học
Thức ăn của các loài Choerodon là những loài động vật có vỏ cứng, bao gồm giáp xác, nhuyễn thể và cầu gai, riêng C. cyanodus còn ăn thịt cả đồi mồi dứa non. C. cyanodus cùng với ba loài là C. anchorago, C. graphicus và C. schoenleinii được biết đến với hành vi lấy đá làm đe để đập vỡ lớp vỏ cứng của con mồi. Hành vi này cũng được ghi nhận ở một số loài bàng chài khác trong họ, như Halichoeres garnoti, Thalassoma hardwicke hay Semicossyphus pulcher. Đây có thể được coi là dấu hiệu của sự thông minh ở loài cá, cụ thể hơn là ở họ bàng chài. Tuy chưa được quan sát rộng rãi nhưng có thể đoán được rằng, hành vi dùng đá làm công cụ khá phổ biến đối với các loài trong họ bàng chài.